# ایلهارا
ایلهارا (به ترکی استانبولی: Ihlara) یک منطقهٔ مسکونی در ترکیه است که در استان آق‌سرای واقع شده‌است.